# SN 1998L
SN 1998L – supernowa typu II odkryta 24 stycznia 1998 roku w galaktyce A113336+0435. W momencie odkrycia miała maksymalną jasność 23,60m.